# Omobranchus ferox
Omobranchus ferox es una especie de pez de la familia Blenniidae en el orden de los Perciformes.

## Morfología
• Los machos pueden llegar alcanzar los 6 cm de longitud total.

## Reproducción
Es ovíparo.

## Hábitat
Es un pez de mar y de clima tropical.

## Distribución geográfica
Se encuentra desde Sudáfrica hasta la India,  Sri Lanka, Nueva Guinea, las Filipinas e Islas Ryukyu.